# Puyo
Puyo también puede hacer alusión al reino de Puyŏ.
Puyo, también conocida como Nuestra Señora del Rosario de Pompeya de Puyo, es una ciudad ecuatoriana; cabecera cantonal del Cantón Pastaza y capital de la Provincia de Pastaza, así como la urbe más grande y poblada de la misma. Se localiza en la orilla izquierda del río Puyo, al centro-occidente de la región amazónica del Ecuador, en los flancos externos de la cordillera oriental de los Andes, a una altitud de 930 m s. n. m. y con un clima lluvioso tropical de 21,1 °C en promedio.
En el censo de 2022 tenía una población de 33.325 habitantes, lo que la convierte en la cuadragésima séptima ciudad más poblada del país y tercera de la amazonía, detrás de Nueva Loja y El Coca. La ciudad es el núcleo del área metropolitana de Puyo, la cual está constituida además por ciudades y parroquias rurales cercanas; el conglomerado alberga a más de 60.000 habitantes, y asimismo, ocupa la tercera posición entre las conurbaciones amazónicas.
Fue fundada el 12 de mayo de 1899, pero es a mediados del siglo XX, debido a su ubicación geográfica, que enlaza a varias ciudades del centro del país, cuando presenta un acelerado crecimiento demográfico hasta establecer un poblado urbano, que sería posteriormente, uno de los principales núcleos urbanos de la amazonía ecuatoriana. Es uno de los más importantes centros administrativos, económicos, financieros y comerciales de la región oriental. Las actividades principales de la ciudad son comercio, el turismo y la agricultura.

## Toponimia
El nombre de la ciudad se debe a que está situada a orillas del río Puyo. A su vez, Puyo viene del vocablo "puyu", que significa neblina en quichua, debido a que la zona en la que se asienta la ciudad, es muy nublada y húmeda.

## Historia
En 1671 el padre dominico misionero Valentín Amaya, fundó el pueblo de Barrancas, junto al río Pindo Grande. Durante la época colonial, fue un sitio de descanso entre Baños y Canelos, para los misioneros, comerciantes y encomenderos. El continuo ataque de indígenas salvajes y lo inhóspito del lugar, hicieron que el poblado sea abandonado a inicios del siglo XIX.

### SigloXIX
Al iniciarse el siglo XIX la Región de Canelos estaba integrada en el territorio del Corregimiento de Ambato, jurisdicción establecida en 1797 dentro de la Presidencia de Quito, que en ese tiempo formaba parte del Virreinato de Nueva Granada. En 1802 el Rey Carlos IV de España expidió la Cédula de erección del Obispado de Mainas que debía abarcar también la Misión de Canelos. Esta Cédula, que sólo era de carácter eclesiástica, tuvo, sin embargo, consecuencias funestas en las posteriores disputas limítrofes con el Perú. El 23 de junio de 1824 el Senado y la Cámara de Representantes de la República de Colombia expidieron una Ley de División Territorial que organizaba el territorio de la Gran Colombia en doce departamentos. Cada Departamento comprendía provincias y cantones. La zona de Pastaza correspondía al cantón Macas de la Provincia de Chimborazo en el Departamento N.º 10 llamado Ecuador.
Durante estos años el Oriente Ecuatoriano estuvo abandonado por los poderes centrales; la presencia de los misioneros disminuyó, incluso se interrumpió en varias ocasiones, más bien lo transitaban esporádicamente comerciantes, explotadores de oro y especerías de la Región, sobre todo, pieles, látex y la canela. El 29 de mayo de 1861, ya en el Ecuador independiente, la Convención Nacional dictó la Primera Ley sobre División Territorial que distribuía el País en quince provincias, una de ellas, "Oriente". Desde entonces se identificó a los territorios amazónicos con ese nombre. Sin embargo, muchas jurisdicciones amazónicas quedaron aún adscritas a las provincias de la Sierra.
Los cantones de Costa y Sierra se componían de parroquias; los del Oriente estaban integrados, además, por pueblos y territorios. La Provincia de Oriente constaba de los cantones Napo y Canelos. El cantón Canelos comprendía los pueblos de Canelos, Sarayaku, Lliquino, Andoas y las tribus Sapara y jíbara que integraban las misiones de Canelos. Durante el primer Gobierno de Gabriel García Moreno en 1869, se creó el Vicariato de las Misiones Orientales que fue confiado a los jesuitas. En 1886, durante el Gobierno de Caamaño, dicho Vicariato se dividió en cuatro Prefecturas Apostólicas, siendo confiadas las de Canelos y Macas a los dominicos, debemos considerar que en ese tiempo el Gobierno del Ecuador investía a los misioneros de plena autoridad política y civil, un caso lo tenemos al Rvdo. Pedro Guerrero y Sosa, quien vino a Canelos en abril de 1887, y que además de misionero tenía el cargo de Jefe Político del cantón.
El 27 de marzo de 1897, por Ley de la Asamblea Nacional, sancionada por el presidente Eloy Alfaro el 14 de abril del mismo año, se creó la "Región de Oriente" y con este antecedente el mismo Eloy Alfaro en 1899, dicta la "Ley Especial de Oriente", dándole a la Región, un trato preferencial; pero como en la Ley anterior, varios territorios amazónicos continuaron perteneciendo a provincias de la Sierra. En esta ocasión el cantón Canelos pasó a pertenecer a la provincia de Tungurahua. Por lo anotado en los párrafos anteriores, se deja señalado que el origen de lo que hoy es Pastaza, nace en Canelos, pero como existía también desde 1775 un pueblo llamado de Infieles del Pastaza. Canelos más bien, con el paso del tiempo, fue perdiendo su calidad de Provincia y Cantón en las brumas de la "Leyenda del País de la Canela"; incluso se habla de que en Canelos, antes de la Fundación del P. Sebastián Rosero en 1624, existía un "pueblo viejo", llamado MAUKALLAKTA. 
La ciudad actual fue fundada el 12 de mayo de 1899 por el misionero dominico Álvaro Valladares y nueve indígenas Canelos: El Capitán Palate o Eustaquio Illanes, Ignacio Vargas, Sebastián Illanes, Toribio Santi, y otros; quienes, buscando un lugar de parada y descanso entre Baños y Canelos, encontraron el sitio apropiado cerca del Río Puyo, donde hoy es el Parque Central "12 de mayo". Antes de esto, el misionero mandó a construir 3 chozas amplias en el mencionado lugar, ahí pusieron una cruz de madera y celebraron una misa, encomendando al pueblo a la Virgen María, que fue bautizado como de Nuestra Señora del Rosario de Pompeya de Puyo. Los primeros años, el nuevo pueblo fue habitado por indígenas nativos. Los comerciantes mestizos lo utilizaban como descanso en sus viajes entre Baños y Canelos.

### SigloXX
Desde aquel entonces, se fue poco a poco, perfilándose y consolidándose el espacio geográfico y administrativo, para dar paso luego al establecimiento del cantón Pastaza, el 13 de noviembre de 1911, dejando a Canelos, como parroquia rural del cantón Pastaza. En 1921 la Provincia de Oriente fue dividida políticamente en las provincias de Napo-Pastaza y Santiago-Zamora, la primera con las jefaturas de Sucumbíos, Napo y Pastaza. Por su parte, Pastaza comprendía las parroquias de Mera y Puyo, esta última se consolida como cabecera cantonal. Una nueva Ley de División Territorial, expedida el 14 de agosto de 1925, además de varios límites provinciales, determina las jurisdicciones cantonales. Mantiene las mismas parroquias de la Ley anterior, pero pone a Canelos como cabecera cantonal. Al cantón Pastaza corresponde el territorio comprendido entre el divortium Aquarium de la Cordillera Oriental de los Andes; el Curaray hasta la desembocadura en el Amazonas, aguas arriba hasta la desembocadura con el Pastaza; de este lugar aguas arriba hasta la desembocadura en el río Topo.
El 10 de noviembre de 1953, una nueva reforma a la Ley Especial de Oriente, determina la división de la Región en tres provincias, se mantiene la de Napo-Pastaza y se crean las de Morona Santiago y Zamora Chinchipe. Ese Decreto Legislativo fue publicado en el R.O. No 360, del 10 de noviembre de 1953, durante la Presidencia de José María Velasco Ibarra. Posteriormente, una nueva reforma a la Ley Especial de Oriente, en la Presidencia de Camilo Ponce Enríquez, aprobada el 22 de octubre de 1959 y publicada el 10 de noviembre del mismo año, en el R.O. N.º 963, crea las provincias de Napo con su Capital Tena y la de Pastaza con su Capital Puyo.

## Geografía

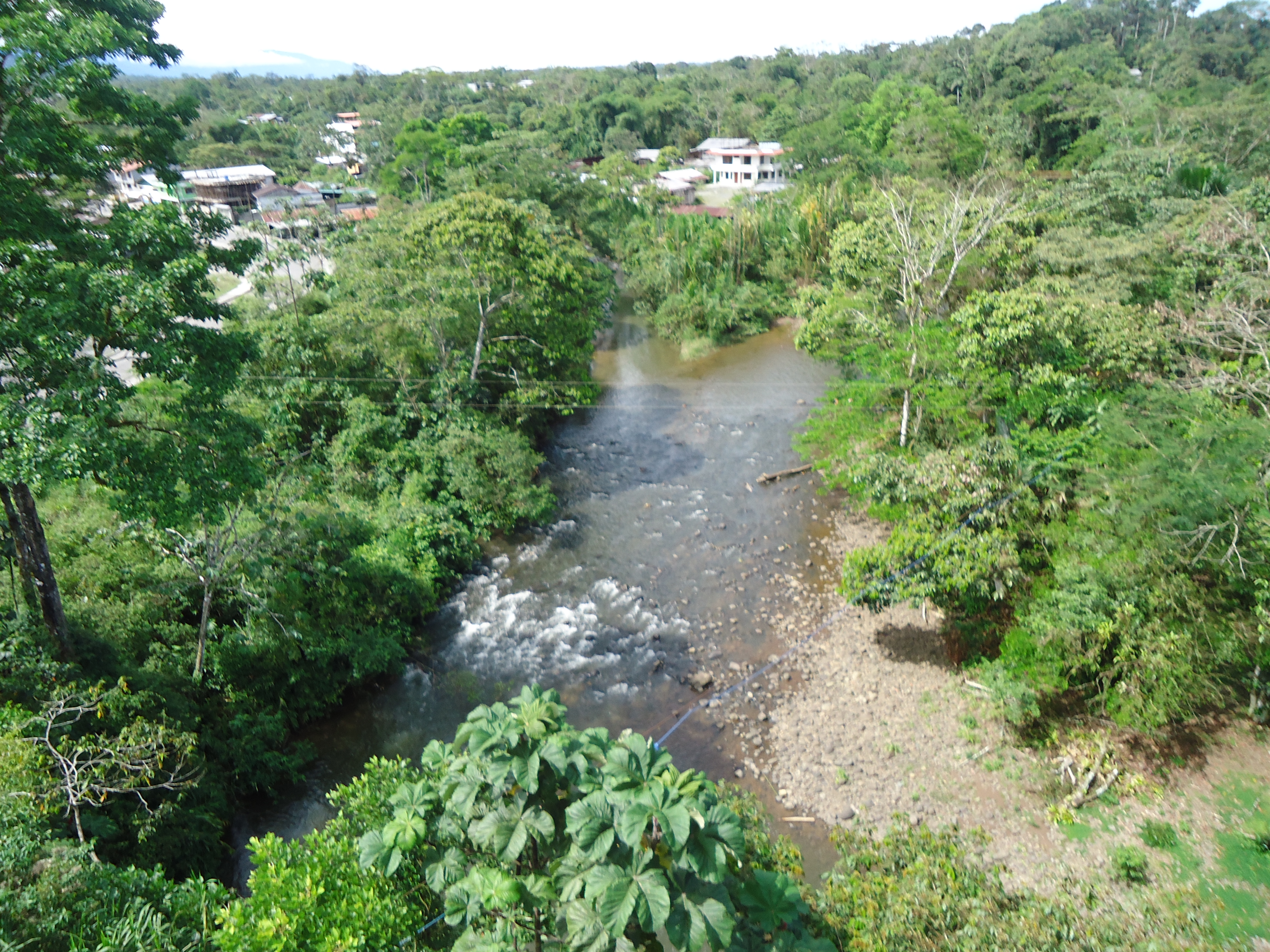
Vista del río Puyo en su confluencia con el río Pambay.

La geografía de Puyo está caracterizada por su posición central en la Región Amazónica del Ecuador. La ciudad se encuentra situada en los flancos externos de la cordillera oriental de los Andes, al occidente de la provincia de Pastaza; aproximadamente a una hora de Baños por una carretera de muy buena calidad. Se encuentra a 940 m sobre el nivel del mar, a una latitud de 0°59′ -1" Sur y a una longitud de 77°49′0″ O. Puyo es una ciudad pequeña que en los últimos años ha aumentado notablemente su oferta turística con especial énfasis en las actividades ecológicas y de aventura. Tiene una gran riqueza hidrológica a sus alrededores, además el río Puyo corre al este de la ciudad y el río Pambay cruza los barrios del norte, desembocando en el río Puyo a la altura del mirador del paseo turístico. El río Pindo llega del oeste y recorre algunos barrios, dirigiendo su curso a la parroquia Tarqui.

### Clima
De acuerdo con la clasificación climática de Köppen, Puyo experimenta un clima ecuatorial lluvioso (Af), el cual se caracteriza por las temperaturas altas y constantes lluvias durante todo el año. Debido a que las estaciones del año no son sensibles en la zona ecuatorial, tiene exclusivamente dos estaciones: un pluvioso y cálido invierno, que va de noviembre a mayo, y un "verano" ligeramente más fresco y seco, entre junio y octubre. 
Su temperatura promedio anual es de 21,1 °C; siendo noviembre el mes más cálido, con un promedio de 21,7 °C, mientras julio es el mes más frío, con 20,2 °C en promedio. Es un clima isotérmico por sus constantes precipitaciones durante todo el año (amplitud térmica anual inferior a 2 °C entre el mes más frío y el más cálido), si bien la temperatura real no es extremadamente alta, la humedad hace que la sensación térmica se eleve hacia los 30 °C o más. En cuanto a la precipitación, goza de lluvias abundantes y regulares siempre superiores a 4400 mm por año; hay una diferencia de apenas 227,5 mm de precipitación entre los meses más secos y los más húmedos; febrero (21 días) tiene los días más lluviosos por mes en promedio, mientras la menor cantidad de días lluviosos se mide en agosto (13 días). La humedad relativa también es constante, con un promedio anual de 85,2%. 
| Parámetros climáticos promedio de Puyo, Ecuador | Parámetros climáticos promedio de Puyo, Ecuador | Parámetros climáticos promedio de Puyo, Ecuador | Parámetros climáticos promedio de Puyo, Ecuador | Parámetros climáticos promedio de Puyo, Ecuador | Parámetros climáticos promedio de Puyo, Ecuador | Parámetros climáticos promedio de Puyo, Ecuador | Parámetros climáticos promedio de Puyo, Ecuador | Parámetros climáticos promedio de Puyo, Ecuador | Parámetros climáticos promedio de Puyo, Ecuador | Parámetros climáticos promedio de Puyo, Ecuador | Parámetros climáticos promedio de Puyo, Ecuador | Parámetros climáticos promedio de Puyo, Ecuador | Parámetros climáticos promedio de Puyo, Ecuador |
| Mes                                             | Ene.                                            | Feb.                                            | Mar.                                            | Abr.                                            | May.                                            | Jun.                                            | Jul.                                            | Ago.                                            | Sep.                                            | Oct.                                            | Nov.                                            | Dic.                                            | Anual                                           |
| ----------------------------------------------- | ----------------------------------------------- | ----------------------------------------------- | ----------------------------------------------- | ----------------------------------------------- | ----------------------------------------------- | ----------------------------------------------- | ----------------------------------------------- | ----------------------------------------------- | ----------------------------------------------- | ----------------------------------------------- | ----------------------------------------------- | ----------------------------------------------- | ----------------------------------------------- |
| Temp. máx. media (°C)                           | 26.5                                            | 26.4                                            | 26.6                                            | 26.5                                            | 26.3                                            | 25.9                                            | 25.5                                            | 26.7                                            | 27.4                                            | 27.7                                            | 27.5                                            | 26.9                                            | 26.7                                            |
| Temp. media (°C)                                | 21.3                                            | 21.2                                            | 21.3                                            | 21.3                                            | 21.1                                            | 20.8                                            | 20.2                                            | 20.6                                            | 21.2                                            | 21.4                                            | 21.7                                            | 21.3                                            | 21.1                                            |
| Temp. mín. media (°C)                           | 17.4                                            | 17.2                                            | 17.5                                            | 17.6                                            | 17.6                                            | 17.2                                            | 16.4                                            | 15.8                                            | 16.3                                            | 16.5                                            | 17.3                                            | 17.2                                            | 17                                              |
| Precipitación total (mm)                        | 324.3                                           | 295.8                                           | 376.2                                           | 451.4                                           | 507.1                                           | 462.0                                           | 359.8                                           | 279.6                                           | 328.8                                           | 351.3                                           | 360.5                                           | 342.0                                           | 4438.8                                          |
| Días de precipitaciones (≥ 1.0 mm)              | 19                                              | 18                                              | 21                                              | 20                                              | 20                                              | 19                                              | 18                                              | 13                                              | 14                                              | 19                                              | 20                                              | 20                                              | 221                                             |
| Horas de sol                                    | 238.7                                           | 218.4                                           | 244.9                                           | 231                                             | 226.3                                           | 219                                             | 235.6                                           | 269.7                                           | 270                                             | 260.4                                           | 231                                             | 235.6                                           | 2880.6                                          |
| Humedad relativa (%)                            | 84                                              | 84                                              | 86                                              | 86                                              | 88                                              | 88                                              | 87                                              | 83                                              | 81                                              | 84                                              | 86                                              | 85                                              | 85.2                                            |
| Fuente: NOAA Climate-data.org                   |                                                 |                                                 |                                                 |                                                 |                                                 |                                                 |                                                 |                                                 |                                                 |                                                 |                                                 |                                                 |                                                 |

## Política

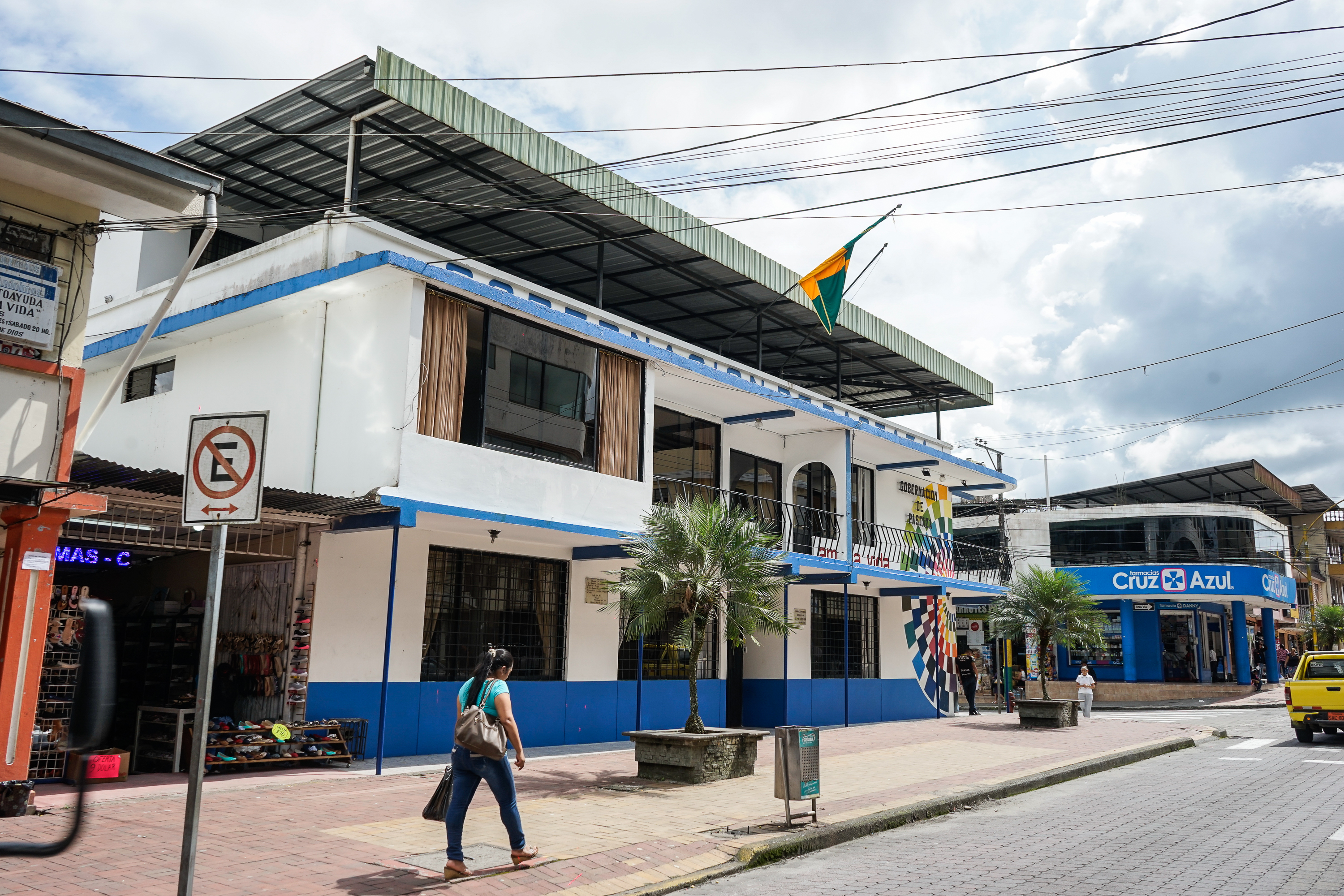
Gobernación de Pastaza.

Territorialmente, la ciudad de Puyo está organizada en una sola parroquia urbana, mientras que existen 13 parroquias rurales con las que complementa el aérea total del Cantón Pastaza. El término "parroquia" es usado en el Ecuador para referirse a territorios dentro de la división administrativa municipal.
La ciudad de Puyo y el cantón Pastaza, al igual que las demás localidades ecuatorianas, se rige por una municipalidad según lo previsto en la Constitución de la República. El Gobierno Autónomo Descentralizado Municipal de Pastaza, es una entidad de gobierno seccional que administra el cantón de forma autónoma al gobierno central. La municipalidad está organizada por la separación de poderes de carácter ejecutivo representado por el alcalde, y otro de carácter legislativo conformado por los miembros del concejo cantonal.
La ciudad de Puyo es la cabecera cantonal de la provincia de Pastaza, por lo cual es sede de la Gobernación y de la Prefectura de la provincia. La Gobernación está dirigida por un ciudadano con título de Gobernador de Pastaza y es elegido por designación del propio Presidente de la República como representante del poder ejecutivo del estado. La Prefectura, algunas veces denominada como Gobierno Provincial, está dirigida por un ciudadano con título de Prefecto Provincial de Pastaza y es elegido por sufragio directo en fórmula única junto al candidato viceprefecto. Las funciones del Gobernador son en su mayoría de carácter representativo del Presidente de la República, mientras que las funciones del Prefecto están orientadas al mantenimiento y creación de infraestructura vial, turística, educativa, entre otras.
La Municipalidad de Pastaza, se rige principalmente sobre la base de lo estipulado en los artículos 253 y 264 de la Constitución Política de la República y en la Ley de Régimen Municipal en sus artículos 1 y 16, que establece la autonomía funcional, económica y administrativa de la Entidad.

### Alcaldía
El poder ejecutivo de la ciudad es desempeñado por un ciudadano con título de Alcalde del Cantón Pastaza, el cual es elegido por sufragio directo en una sola vuelta electoral, sin fórmulas o binomios en las elecciones municipales. El vicealcalde no es elegido de la misma manera, ya que una vez instalado el Concejo Cantonal se elegirá entre los ediles un encargado para aquel cargo. El alcalde y el vicealcalde duran cuatro años en sus funciones, y en el caso del alcalde, tiene la opción de reelección inmediata o sucesiva. El alcalde es el máximo representante de la municipalidad y tiene voto dirimente en el concejo cantonal, mientras que el vicealcalde realiza las funciones del alcalde de modo suplente mientras no pueda ejercer sus funciones el alcalde titular.
El cargo de alcalde del Cantón Pastaza fue creado en 1967, existiendo desde 1948 el cargo de Presidente del Concejo Municipal de Pastaza. El alcalde cuenta con su propio gabinete de administración municipal mediante múltiples direcciones de nivel de asesoría, de apoyo y operativo. Los encargados de aquellas direcciones municipales son designados por el propio alcalde. Actualmente, el alcalde de Pastaza es Germán Flores Meza, elegido para el periodo 2023 - 2027. 

### Concejo cantonal
El poder legislativo de la ciudad es ejercido por el Concejo Cantonal de Pastaza el cual es un pequeño parlamento unicameral que se constituye al igual que en los demás cantones mediante la disposición del artículo 253 de la Constitución Política Nacional. De acuerdo a lo establecido en la ley, la cantidad de miembros del concejo representa proporcionalmente a la población del cantón.
Puyo posee seis concejales, los cuales son elegidos mediante sufragio (Sistema D'Hondt) y duran en sus funciones cuatro años pudiendo ser reelegidos indefinidamente. De los seis ediles, cinco representan a la población urbana mientras que uno representa a las 13 parroquias rurales. El alcalde y el vicealcalde presiden el concejo en sus sesiones. Al recién instalarse el concejo cantonal por primera vez los miembros eligen de entre ellos un designado para el cargo de vicealcalde de la ciudad.

## Turismo

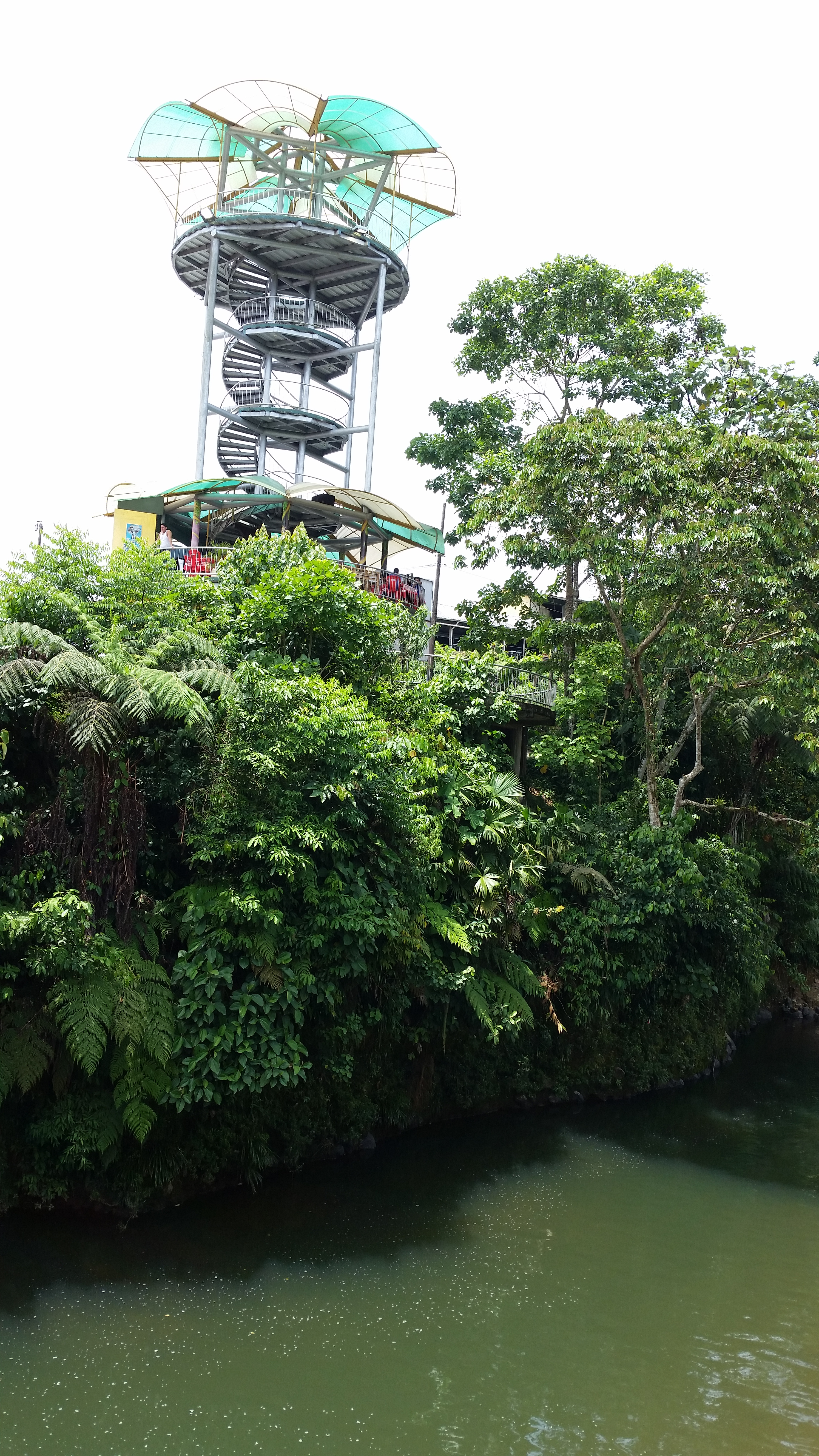
Mirador del Paseo turístico del río Puyo.

El turismo en una de las industrias más vitales de Puyo y, en los últimos años, está en constante cambio. La ciudad se encuentra con una creciente reputación como destino turístico por su ubicación en plena selva amazónica, una de las siete maravillas naturales del mundo. A través de los años, Puyo ha incrementado notablemente su oferta turística; actualmente, el índice turístico creció gracias a la campaña turística emprendida durante el gobierno de Rafael Correa: "All you need is Ecuador". El turismo de la ciudad se enfoca en su belleza natural, interculturalidad, gastronomía, y deportes de aventura. En cuanto al turismo ecológico, la urbe cuenta con espaciosas áreas verdes, y la mayoría de los bosques y atractivos cercanos están bajo su jurisdicción. 
El turismo de la ciudad se relaciona íntimamente con el resto del cantón; el principal atractivo del cantón es la naturaleza, dotada de una alta biodiversidad. En la zona se puede visitar las diferentes cascadas, probar las melcochas (dulces hechos a base de caña de azúcar), hay variedades de artesanías hechas en balsa y de tagua hechas en otros lugares y revendidas en esta localidad. A través de los años ha continuado con su tradición comercial, y actualmente en un proceso fundamentalmente económico, apuesta al turismo, reflejándose en los cambios en el ornato de la ciudad. Los destinos turísticos más destacados son:
- Paseo turístico del río Puyo: Es uno de los atractivos más importantes de la ciudad; considerado un balneario popular, donde se existe una gran cantidad de personas nadando, deleitando del paisaje y sobre todo del clima húmedo y caluroso que ofrece; también es un excelente sitio para tomas fotográficas del sitio y además se hacen presentes varios remansos con pozas profundas para realizar actividades deportivas. El recorrido completo del paseo turístico dura casi una hora, aquí se tiene la oportunidad de cruzar dos puentes colgantes y algunos puentes hechos en madera. Es un sendero de 2,5 km. en el que se recorre las riberas de los dos ríos, donde existe gran diversidad de especies vegetales entre las que se destacan las plantas herbáceas así como acacias, bromelias, orquídeas, palmas, etc. También existen guatines, guatusas, armadillos, lagartijas, ranas, sapos y serpientes como la chonta caspi, coral, culebra ciega, etc.[7]

- Parque Botánico "Las Orquídeas": Es el producto de una idea originada 1980. Se encuentra en la vía Macas, desvío a San Jacinto en el barrio "Los Ángeles". Tiene 6.75 hectáreas, en las que habitan: 300 especies de orquídeas, 30 especies introducidas, 38 variedades de heliconias, 70 variedades de bromelias, etc.; desde 1980 el bosque se ha regenerado y ha dado lugar al crecimiento de especies como: laurel, aguano (sp. en extinción), cedro blanco, sandi, chuncho, huambulo, canelo, jatuncholo, palo de boya, achotillo, balsa, café de campo, ceibo, algodón, tucuta, caucho, palo cruz, zapote silvestre, arrayán, cuero de sapo, cabo de hacha, roble ornamental, moral fino, roble rojo, roble Rosado, etc. Existe una variedad de insectos como: chinches, cigarras, grillos, saltamontes, coleópteros y mariposas; además existen tortugas y caracoles de tierra, y peces como: las tilapias, cachamas y carpas.[8]

- Parque Acuático Morete Puyu: Fue construido en 2004, por el municipio, con el objetivo promover el turismo. Se ubica en la Calle Teniente Hugo Ortiz detrás del Terminal Terrestre. Tiene capacidad para 3.000 personas y sus atractivos son la piscina de olas, y los toboganes más altos del país, sauna, baño turco, hidromasaje, la piscina semi olímpica, piscina de clavados, canchas de tenis, baloncesto, fútbol, vóley y áreas verdes. Además tiene un centro de recepciones con capacidad para 300 personas.[9]

- Parque Real de Aves Exóticas: Se encuentra el km. 1 de la vía Puyo - Macas, en el Barrio la Unión, detrás de la iglesia. Se asienta en una hectárea de terreno y alberga casi 500 aves de todo el mundo, como los faisanes de Asia, avestruces, pavos reales, el ave unicornio, 25 tipos de gallinas, 20 de palomas, patos y pericos. Además poseen aves locales como: loros, guacamayos, tucanes, etc.[10]

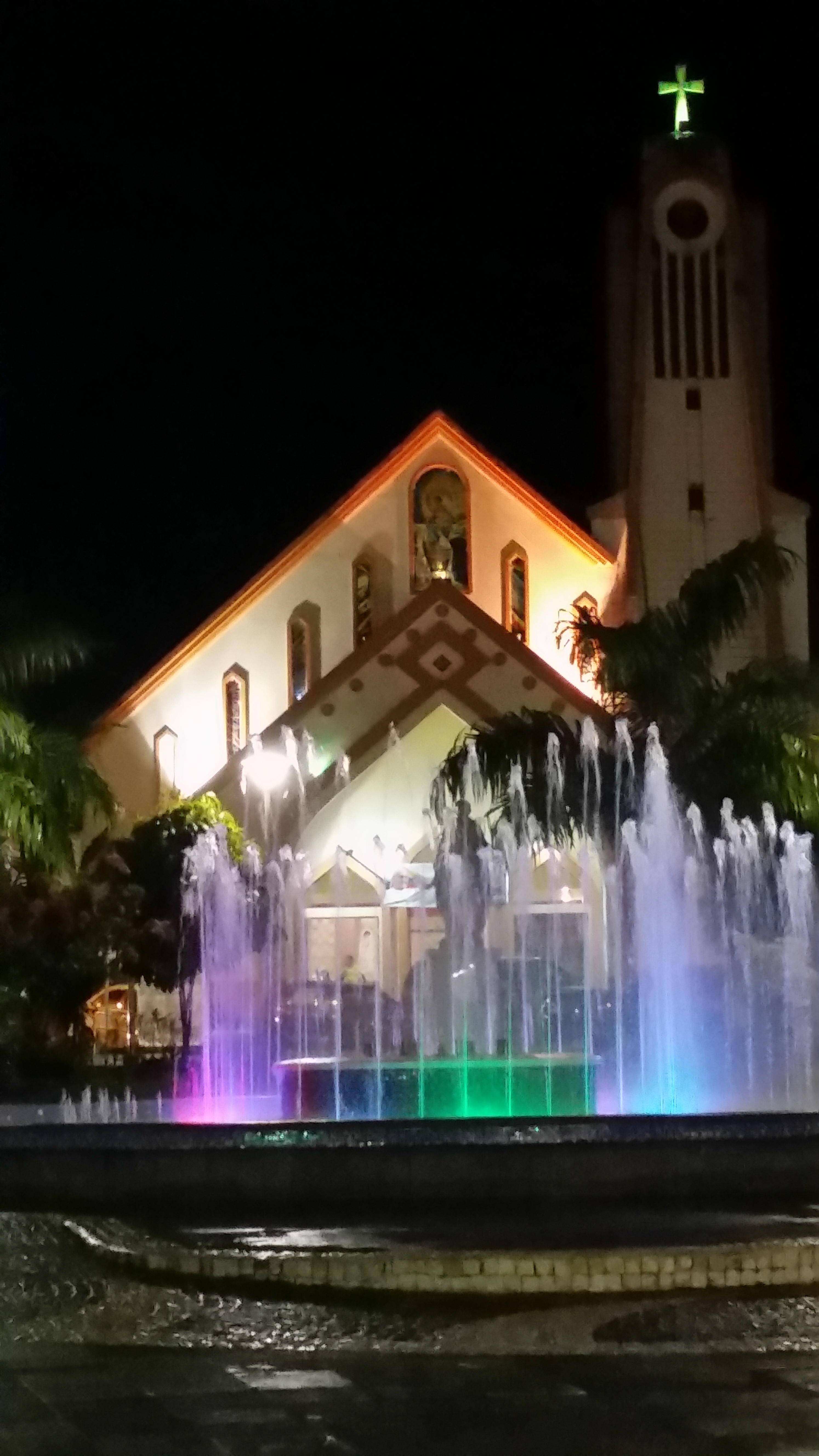
Catedral de Nuestra Señora del Rosario de Puyo.

- La Iglesia catedral y el parque central "12 de mayo": Tienen un indudable valor histórico, ya que desde aquí la ciudad se ha ido expandiendo, además en el parque se sitúa el Monumento a los Héroes de la Guerra del Cenepa.[11]

- Malecón Boayacu Puyu: Está ubicado al este de la ciudad en las riberas del río Puyo; recorriendo gran parte del trayecto del río en su paso por la ciudad. Empieza al noreste con un mirador, que posee una vista espléndida de la ciudad y sus alrededores llegándose a ver incluso, en los días despejados, los volcanes Sangay y Altar. Al otro lado del mirador se puede observar al río Puyo. Al pie del mirador se encuentra la entrada al Paseo turístico de los ríos Pambay y Puyo, y también existen restaurantes en el lugar en el cual se ofrece el plato típico de la ciudad: el ceviche volquetero. Siguiendo el malecón se encuentra el monumento a las mujeres de las 7 nacionalidades.[12]

- Centro Indígena Ñucanchi Allpa:  Es una asociación conformada por personas de diferentes nacionalidades (quichua, shuar, huaorani, zápara, achuar, shiwiar y andoa). El atractivo turístico consta de una choza donde se oferta numerosas artesanías y comidas típicas, también se realizan bailes autóctonos y curaciones chamánicas al público.

- Museo etnográfico

- Ecopark Hostería Monte Selva:  Es desde hace 12 años el atractivo turístico bandera de Pastaza. Mantiene una reserva de bosque de 16 hectáreas, junto a la carretera principal d Puyo - Shell - Baños. Empezó como un balneario famoso por su piscina en forma de orquídea. Su oferta gastronómica supera más de 30 especialidades, desde comida costeña, asados y delicias amazónicas. Cuenta con Suites panorámicas desde las cuales se observan los hermosos paisajes amazónicos, en medio del confort con camas de 3 plazas, tv cable, agua caliente y Wifi de alta velocidad. Su propuesta de hospedaje es muy diferente a la que se tiene preconcebida de la Amazonía de chozas con techos de paja y paredes de madera. Actualmente es el emprendimiento turístico que más incentiva a los turistas nacionales a venir a Pastaza y vivir la experiencia amazónica, en medio del confort y la comodidad.

## Demografía
La ciudad del Puyo, a pesar de ser una de las más reciente fundación en el país, presentó un crecimiento muy considerable en sus primeras décadas, hasta el terremoto de Ambato de 1949, con el cual la floreciente ciudad quedó reducida a escombros, convertida en un montón de ruinas. No obstante, se recuperó rápidamente, y con las mejoras a la carretera Baños - Puyo, llegaron muchos colonos provenientes principalmente de Tungurahua y Chimborazo. En aquel entonces, Puyo era la ciudad más grande y próspera de la amazonía ecuatoriana, hasta el boom petrolero con el que rápidamente se desarrolló la ciudad de Nueva Loja. Hoy, Puyo es la tercera ciudad más poblada de la Región Amazónica (tras Nueva Loja y Puerto Francisco de Orellana), con 33.325 habitantes, según el censo de población del 2022.

## Transporte

### Aéreo
La ciudad y la provincia usan un pequeño aeropuerto que está situado en la Parroquia Shell, el Aeropuerto Río Amazonas - Shell Mera, a unos 7 kilómetros al oeste del Puyo. El aeropuerto fue establecido en 1937 por Royal Dutch Shell y abandonado en 1948. De allí lo usaron misiones evangélicas, y actualmente, es administrado por el Estado. Aviones pequeños, privados y comerciales, salen diariamente a las pistas de aterrizaje pequeñas en la selva Amazónica; ofrece vuelos regulares a Macas, Zamora, Andoas, Lorocachi, Juan Montalvo y Wampuik.

### Terrestre

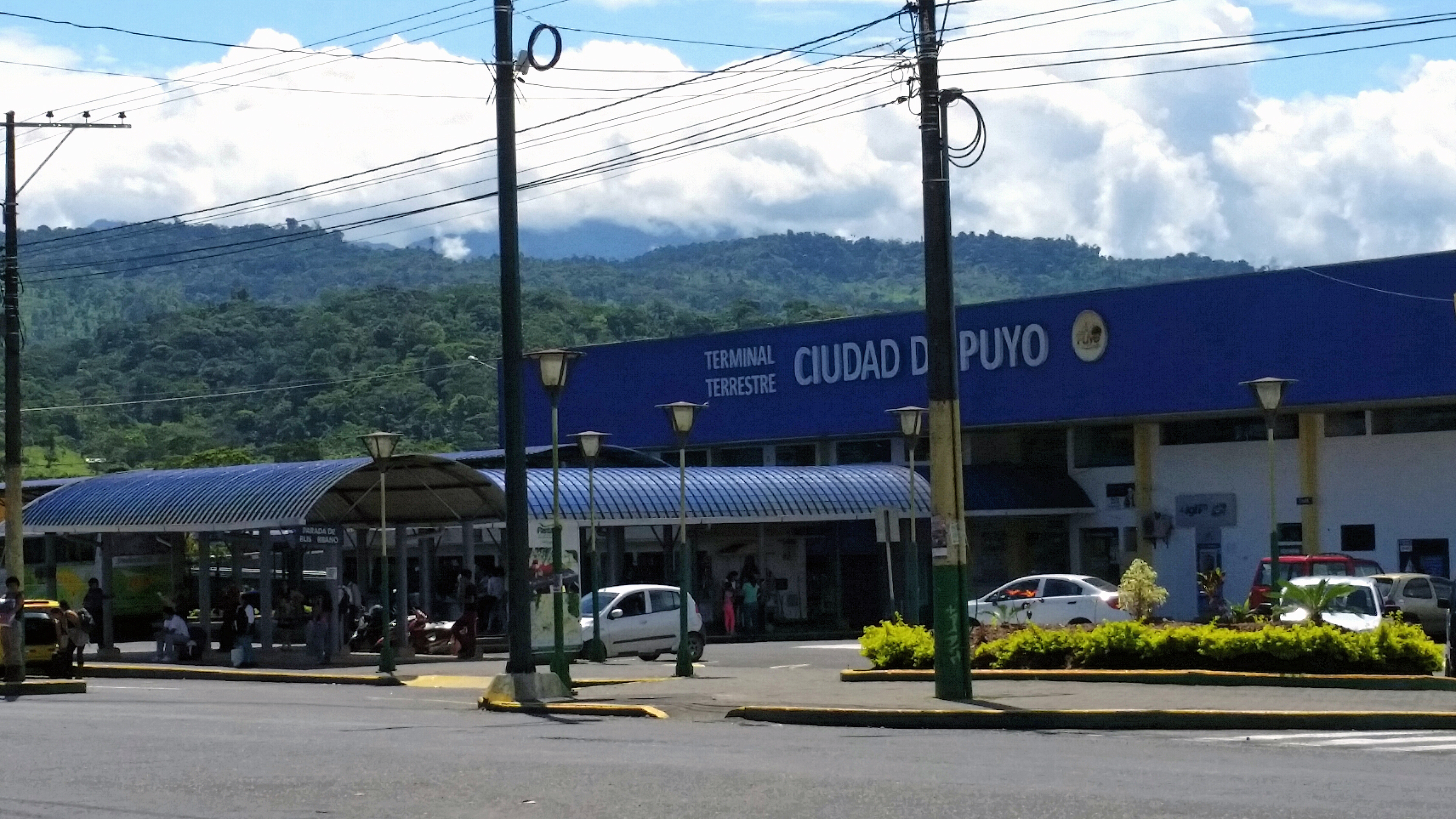
Terminal Terrestre "Ciudad de Puyo"

El transporte público es el principal medio transporte de los habitantes de la urbe, tiene un servicio de bus público urbano en expansión, y es una de las pocas ciudades amazónicas que cuenta con uno.  El sistema de bus no es amplio y está conformado por tres cooperativas de transporte urbano: Orquídea Amazónica, Intrapuyu y Cordero Guerra, las mismas que operan nueve rutas que van hasta sectores cercanos a la ciudad. La tarifa del sistema de bus es de 0,40 USD, con descuento del 50% a grupos prioritarios (menores de edad, adultos mayores, discapacitados, entre otros). Además existen los buses interparroquiales e intercantonales para el transporte a localidades cercanas.
Gran parte de las calles de la ciudad están asfaltadas o adoquinadas, aunque algunas están desgastadas y el resto de calles son lastradas, principalmente en los barrios nuevos que se expanden al sur de la urbe.
El Terminal Terrestre de El Puyo es el principal centro de transporte terrestre de la ciudad de Puyo, capital de la provincia de Pastaza, en la región amazónica del Ecuador. Este terminal es un punto estratégico para la conexión entre la Amazonía y otras regiones del país, ofreciendo rutas hacia ciudades como Quito, Ambato, Tena, Macas y otras localidades amazónicas y andinas. Además de su función como eje de transporte, es clave para el turismo, ya que facilita el acceso a destinos como el Parque Nacional Yasuní, comunidades indígenas y diversas reservas naturales. El terminal cuenta con servicios como boleterías, cafeterías, áreas de descanso y una amplia zona de embarque, asegurando una experiencia cómoda y segura para los viajeros. Su ubicación estratégica y su operatividad lo convierten en un motor de desarrollo para la región amazónica.

#### Avenidas importantes
- Ceslao Marín
- Monseñor Alberto Zambrano
- Carlomagno Andrade (Paso Lateral)
- 20 de julio
- 9 de octubre
- González Suárez
- Manabí
- Francisco de Orellana
- Álvaro Valladares
- Tarqui

### Red viaria
La ciudad es ampliamente considerada como la puerta de la región amazónica ecuatoriana, debido a que es el principal nexo entre las provincias de la costa y la sierra centro, con la amazonía ecuatoriana. Puyo es el punto culminante de la Carretera Transversal Central (E30), que atraviesa las Provincias de Manabí, Guayas, Los Ríos, Cotopaxi, Tungurahua, y Pastaza; la cual la enlaza principalmente con la ciudad de Ambato.

## Cultura
Puyo tiene una cultura enérgica, particular, compleja y diversa, con una vida contemporánea rebosante y ajetreada. 
A pesar del cosmopolitismo urbano, la Amazonia influye enormemente a la ciudad. Es considerada un centro cultural que resume las expresiones culturales de la amazonía ecuatoriana, debido a que las selvas pastazenses son cuna de 7 nacionalidades indígenas de la Región Amazónica del Ecuador: los quichuas de la amazonía, los andoas, los záparas, los huoranis, los achuar, los shiwiar y los shuar.  La ciudad también reúne gran cantidad de costumbres y tradiciones que se han mantenido considerablemente a través de los años, entre ella sus festividades, culinaria , artesanal, pintura, arquitectura y la mitología de la Amazonia.

### Educación

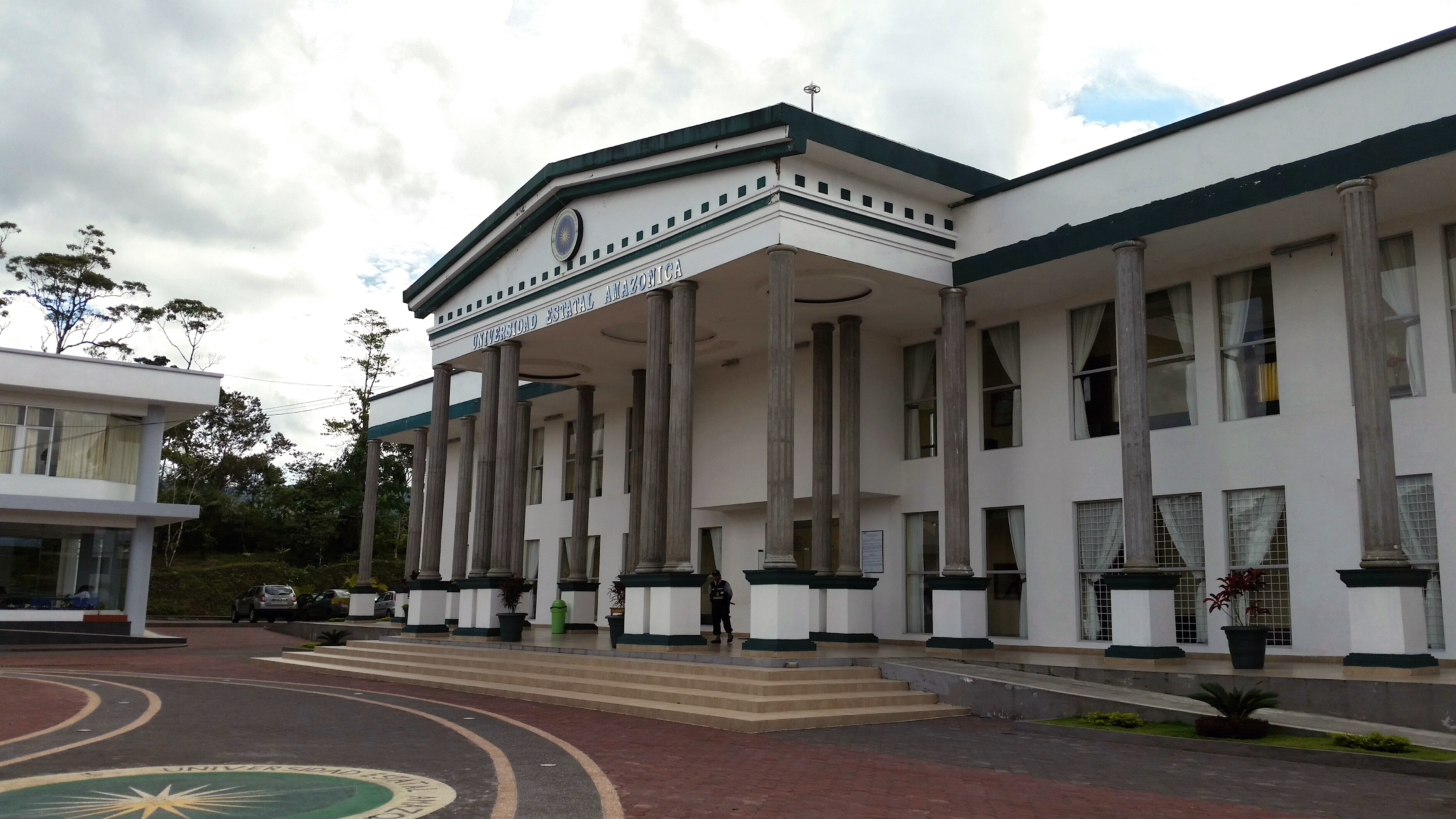
Universidad Estatal Amazónica.

La ciudad cuenta con buena infraestructura para la educación, tanto pública como privada. La educación pública en la ciudad, al igual que en el resto del país, es gratuita hasta la universidad (tercer nivel) de acuerdo a lo estipulado en el artículo 348 y ratificado en los artículos 356 y 357 de la Constitución Nacional. Varios de los centros educativos de la ciudad cuentan con un gran prestigio. La ciudad está dentro del régimen Sierra por lo que sus clases inician los primeros días de septiembre y luego de 200 días de clases se terminan en el mes de julio.
En la ciudad de Puyo se asientan varias universidades y un instituto superior, destacándose la Universidad Estatal Amazónica, propia de la urbe; fundada el 18 de octubre de 2002. La mayoría de universidades, solo oferta estudios en modalidad a distancia, como la Universidad Tecnológica Equinoccial o la Universidad Técnica Particular de Loja.
|  | Siglas   | Universidad                                          |                                                          | Ciudad matriz |
|  | -------- | ---------------------------------------------------- | -------------------------------------------------------- | ------------- |
|  | UEA      | Universidad Estatal Amazónica                        | [[Archivo:\|20x20px\|border\|Bandera de Puyo]]           | Puyo          |
|  | UNIANDES | Universidad Regional Autónoma de los Andes           | Bandera de Ambato                                        | Ambato        |
|  | UTPL     | Universidad Técnica Particular de Loja               | [[Archivo:\|20x20px\|border\|Bandera de Loja (Ecuador)]] | Loja          |
|  | UTE      | Universidad Tecnológica Equinoccial                  | Bandera de Quito                                         | Quito         |
|  | UTI      | Universidad Tecnológica Indoamérica                  | Bandera de Ambato                                        | Ambato        |
|  | UCSG     | Universidad Católica de Santiago de Guayaquil        | Bandera de Guayaquil                                     | Guayaquil     |
|  | ISTFO    | Instituto Superior Tecnológico Francisco de Orellana | [[Archivo:\|20x20px\|border\|Bandera de Puyo]]           | Puyo          |

### Gastronomía
La cultura gastronómica de Puyo conforma una colorida variedad de comidas influenciada por sus propias raíces amazónicas así como la inmigración interna. En Puyo se puede disfrutar de las más variadas comidas típicas de la selva. Su cocina está bien abastecida por el factor natural in situ, por ejemplo, la pesca es muy alta en la selva baja por la cantidad de nutrientes en los ríos y lagunas. En la inmensa variedad, destaca el paiche, el segundo pez más grande de agua dulce (puede llegar a pesar hasta 180 kilos y medir hasta 3 metros de largo). Los platos típicos de la ciudad son:
- Ceviche volquetero
- Maito de tilapia
- Maito de carachama
- Maito de cachama
- Seco de guanta
- Pincho de chontacuro
- Chicha de chonta
- Chicha de yuca
- Chicha masticada de yuca
- Guayusa
- Ayahuasca

## Economía

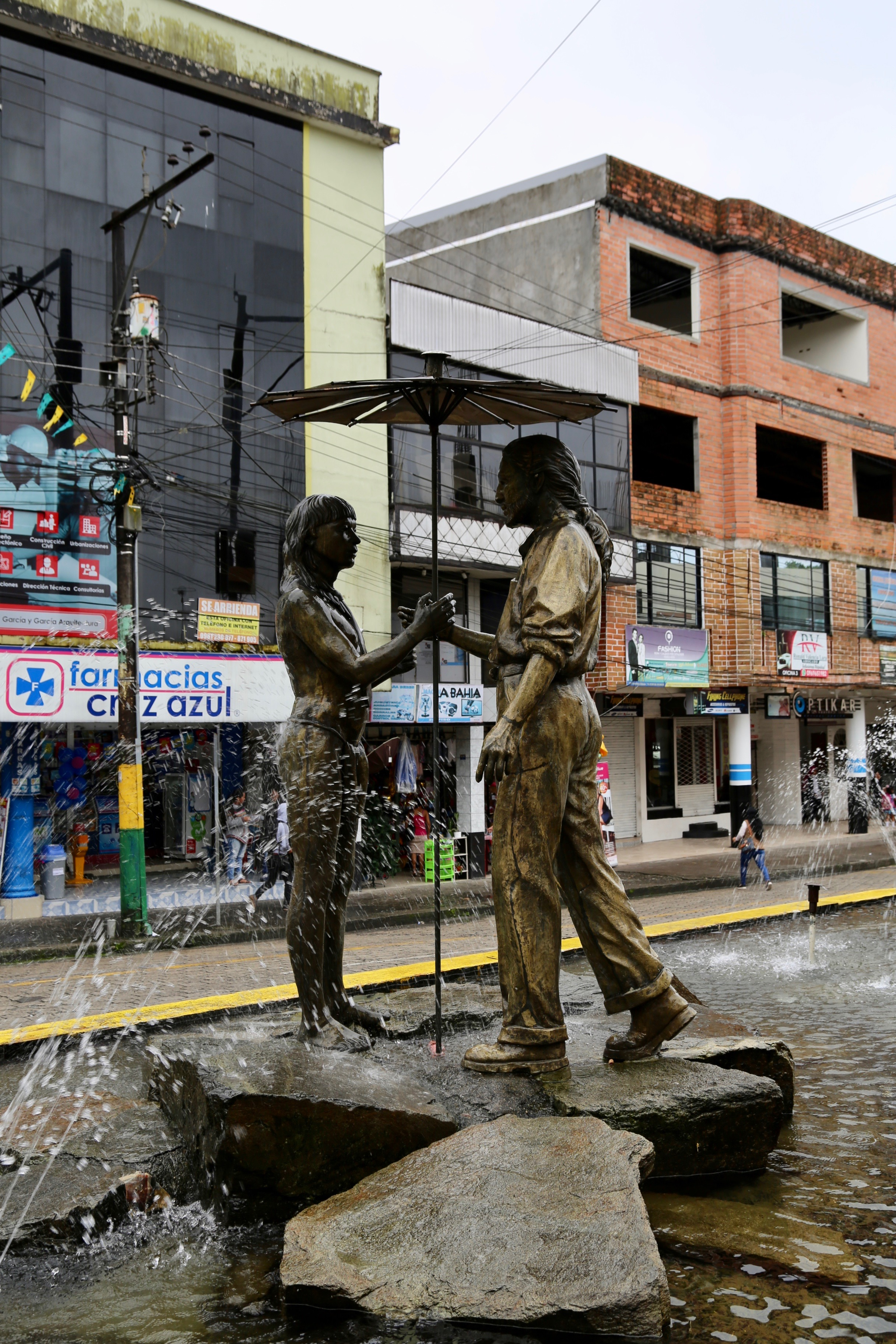
Monumento de la "Fragua indio-mestiza" en el sector de "La Y".

Puyo es una ciudad de amplia actividad comercial. La ciudad es el mayor centro económico y comercial de la provincia de Pastaza y uno de los principales de la región amazónica. Alberga grandes organismos financieros y comerciales del país. Su economía se basa en el comercio, el turismo y la agricultura. Las mayores industrias extracción de la ciudad están conformadas por la maderera y agrícola (piscicultura, avicultura, etc.) Los principales ingresos de los puyenses son el comercio formal e informal, los negocios, la agricultura y la acuicultura; el comercio de la gran mayoría de la población consta de pymes y microempresas, sumándose de forma importante la economía informal que da ocupación a miles de personas.
La actividad comercial y los beneficios que brindan se ven también a nivel corporativo, las oportunidades del sector privado al desarrollar modelos de negocios que generen valor económico, ambiental y social, están reflejadas en el desarrollo de nuevas estructura, la inversión privada ha formado parte en el proceso del crecimiento de la ciudad, los proyectos inmobiliarios, urbanizaciones privadas, y oficinas, han ido en aumento, convirtiendo a la ciudad en un punto estratégico y atractivo para hacer negocios en la amazonía.

## Medios de comunicación
La ciudad posee una red de comunicación en continuo desarrollo y modernización. En la ciudad se dispone de varios medios de comunicación como prensa escrita, radio, televisión, telefonía, Internet y mensajería postal. En algunas comunidades rurales existen telefonía e Internet satelitales. 
- Telefonía: Si bien la telefonía fija se mantiene aún con un crecimiento periódico, esta ha sido desplazada muy notablemente por la telefonía celular, tanto por la enorme cobertura que ofrece y la fácil accesibilidad. Existen 3 operadoras de telefonía fija, CNT (pública), TVCABLE y Claro (privadas) y cuatro operadoras de telefonía celular, Movistar, Claro y Tuenti (privadas) y CNT (pública).

- Radiofusión: Dentro de esta lista se menciona una gran cantidad de sistemas radiales de transmisión nacional y local e incluso de provincias vecinas.
  - Radio Puyo
  - Radio Mia
  - Radio Encanto
  - Radio Aventura
  - Nina Radio

- Medios televisivos: La mayoría son nacionales, aunque se ha incluido canales locales recientemente. El apagón analógico se estableció para el 31 de diciembre de 2023.[16]

| N.º | Canal             | Cobertura  |
| --- | ----------------- | ---------- |
| 2   | Amazonas TV       | Provincial |
| 4   | Teleamazonas      | Nacional   |
| 5   | TC Televisión     | Nacional   |
| 6   | Súper Canal       | Provincial |
| 7   | Ecuador TV        | Nacional   |
| 8   | Sonovisión        | Provincial |
| 9   | Gama TV           | Nacional   |
| 13  | Ecuavisa          | Nacional   |
| 11  | RTS               | Nacional   |
| 13  | Ecuavisa          | Nacional   |
| 23  | RTU               | Nacional   |
| 25  | UCSG Televisión   | Nacional   |
| 27  | Canela TV         | Nacional   |
| 31  | Oromar Televisión | Nacional   |

## Deporte

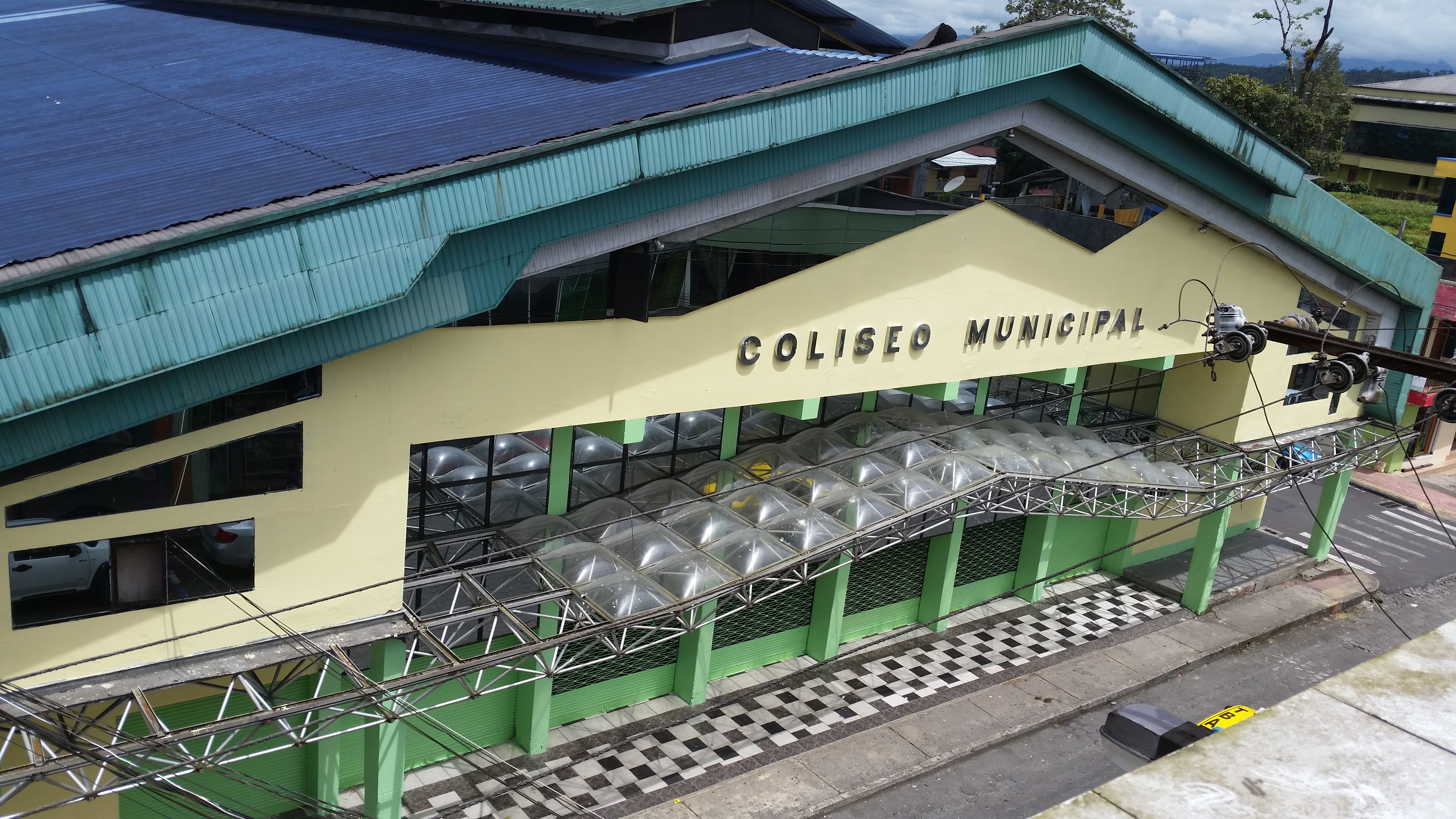
Coliseo Municipal de Puyo.

La Federación Deportiva de Pastaza es el organismo rector del deporte en toda la Provincia de Pastaza y por ende en Puyo se ejerce su autoridad de control. El deporte más popular en la ciudad, al igual que en todo el país, es el fútbol, siendo el deporte con mayor convocatoria. Actualmente existen 4 equipos de fútbol activos en la Asociación de Fútbol Profesional de Pastaza, que participan en el Campeonato Provincial de Segunda Categoría de Pastaza.
El principal recinto deportivo para la práctica del fútbol es el Estadio Víctor Hugo Georgis. Es usado mayoritariamente para la práctica del fútbol. Tiene capacidad para 4.000 espectadores. Desempeña un importante papel en el fútbol local, ya que los clubes puyenses como el Pastaza Sporting Club, Danubio Sporting Club y La Cantera de Pastaza hacen de locales en este escenario deportivo.
Este estadio es sede de distintos eventos deportivos a nivel local, así como es escenario para varios eventos de tipo cultural, especialmente conciertos musicales (que también se realizan en el Coliseo Municipal o el Coliseo de la Federación Deportiva de Pastaza).